# Вибори до Бундестагу 2021
Вибори до Бундестагу 2021 — парламентські вибори в Німеччині, що відбулись 26 вересня 2021 року. На них обирали членів 20-го Бундестагу, федерального парламенту Німеччини. Цього ж дня у федеральних землях Берлін та Мекленбург-Передня Померанія обирали земельні парламенти.
Ангела Меркель вперше з 2005 року участи у виборах не брала.

## Попередні вибори
Вибори 2017 року відбулись після чотирирічної великої коаліції між партіями ХДС/ХСС та СДПН. Попри те, що ХДС/ХСС залишалася найбільшою парламентською групою, вони, разом із СДПН, зазнали значних електоральних утрат. Лідер соціал-демократів Мартін Шульц, визнавши незадовільний результат на виборах після чотирьох років перебування в уряді (партія здобула найгірший з 1949 року результат), оголосив, що партія переходить в опозицію. Позаяк коаліція ХДС/ХСС не могла співпрацювати ні з АдН, ні з Лівими через принципові розбіжності в ідеологіях, єдиним можливим варіянтом для формування уряду була так звана Ямайська коаліція, що складалася з ХДС/ХСС, ВДП та Зелених. Переговори між партіями тривали упродовж майже п'яти тижнів, а 20 листопада ВДП вийшла з перемовин, оскільки не змогла владнати протиріччя, питання та конфлікти, що існували між партіями. Федеральний президент Німеччини Франк-Вальтер Штайнмаєр закликав партії, що ввійшли до складу нового Бундестагу, сісти за стіл переговорів, аби уникнути проведення нових виборів.
Соціал-демократи на чолі з Мартіном Шульцом заявили про готовність до участи в переговорах щодо формування нового коаліційного уряду з ХДС/ХСС. У грудні 2017 партійний з'їзд СДПН проголосував за початок зондувальних переговорів. На партійному конгресі в січні 2018 року більшістю голосів делегати партії підтримали коаліційні перемовини. 26 лютого ХДС підтримала «велику коаліцію» із соціал-демократами. Понад 463 тис. членів СДП з 20 лютого до 2 березня проголосували за коаліційну угоду з ХДС/ХСС, результати оприлюднили 4 березня. Загалом 78 % депутатів взяли участь у голосуванні, з них 66 % проголосували за формування нового коаліційного уряду. 12 березня 2018 лідери партій ХДС, ХСС та СДП підписали угоду про створення коаліційного уряду. 14 березня 2018 року Бундестаг обрав Меркель канцлером, що стало її четвертим терміном на цій посаді. 364 члени Бундестагу проголосували «за», 315 — «проти», 9 утримались, 4 голоси були недійсними, — утім, голосів було на 9 більше за 355, необхідних для більшости.
Сформувався новий четвертий уряд Ангели Меркель.

## Основні кандидати
У січні 2021 року партію ХДС очолив прем'єр-міністр землі Північний Рейн-Вестфалія Армін Лашет. Утім, про готовність балотуватися на канцлерську посаду від блоку ХДС/ХСС оголосили двоє кандадатів — Лашет, та прем'єр-міністр Баварії та голова партії Християнсько-соціальний союз з 2019 року Маркус Зедер. Традиційно кандидатом від блоку є голова ХДС як старшої партії, однак Зедер є популярнішим у країні, аніж Лашет, до того ж, на тлі значного падіння рейтингів ХДС міг би бути більш виграшним кандидатом. Кандидата на канцлерську посаду визначав ХДС, правління якого ухвалило рішення про висунення Лашета як кандидата в канцлери від блоку ХДС—ХСС. За нього проголосувало 77,5 % ради партії — 31 член, за Зедера — 9.
У серпні 2020 року за пропозицією співголів партії Саскії Ескен і Норберта Вальтера-Бор'янса СДПН номінувала віцеканцлера та міністра фінансів Німеччини з 2018 року Олафа Шольца. У травні 2021 року на віртуальному партійному з'їзді делегати партії прийняли передвиборчу програму та офіційно затвердили його своїм кандидатом у канцлери. За це рішення проголосувало 96,2 % делегатів: 513 проголосували «за», 20 — «проти», 12 — утримались.
У квітні 2021 року партія Союз 90/Зелені оголосила про висунення співголови партії Анналени Бербок кандидатом у канцлери. На партійному онлайн-з'їзді в червні 2021 року Бербок офіційно висунули кандидатом у канцлери, її кандидатуру підтримали 678 із 688 делегатів. Партійні списки разом із нею очолив співголова партії Роберт Габек.

## Виборча система

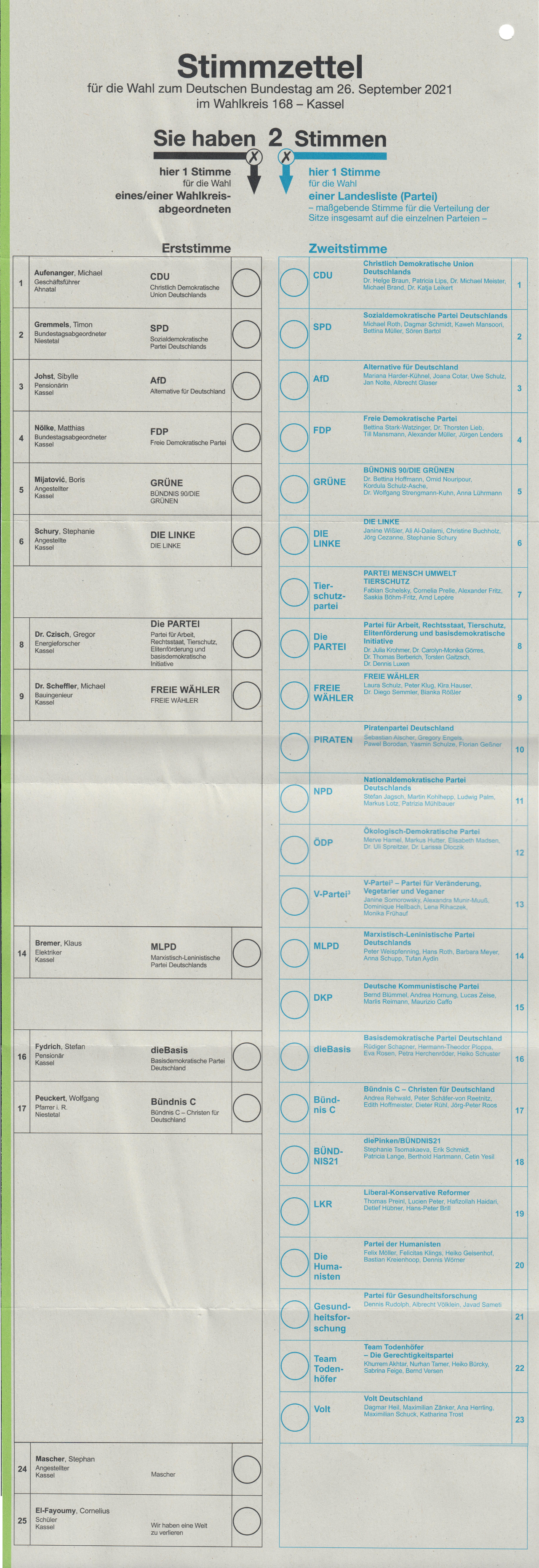
Бюлетень на виборах 26 вересня 2021 на 168 виборчому округу

У Німеччині використовується пропорційна виборча система.
Виборці отримують по одному бюлетеню, утім, мають два голоси: перший можуть віддати за обраного кандидата в одномандатному окрузі, другий — за партійний список. Загалом Німеччина поділена на 299 виборчих округів, кожен із яких обирає простою більшістю голосів свого депутата, яких проходить до Бундестагу. Першим голосом (ліва шпальта) обираються прямі мандати, які складають половину кількости членів Бундестагу — 299 депутатів з 598.
Другий голос (права шпальта) є важливішим, позаяк ним обирається партія, а не конкретна особа. Він визначає, скільки місць отримає кожна партія. Результати цього голосування мають вирішальне значення, оскільки воно визначає відсоток місць у нижньому парламенті, який, зі свого боку, голосує при виборі канцлера. Прохідний поріг становить 5 %. У кожної партії, представленої на виборах, є свій список у кожній федеральній землі. За ці списки виборці голосують другим голосом. Сумою других голосів вирішується, які партії будуть представлені в парламенті. У співвідношенні до дійсних других голосів визначається частка депутатських мандатів, що припадає на ту чи іншу партію. Потім від загальних мандатів віднімається кількість прямих, які партія вже отримала, а решту мандатів згодом розподіляють між кандидатами в партійних списках.
Існують також додаткові мандати. У разі, якщо котрась із партій за мажоритарною системою здобула більше мандатів, ніж за пропорційною, отримує додаткові місця в Бундестазі. Раніше великі партії мали бонус більшої кількості парламентарів. Задля збереження пропорції, отриманої за другими голосами, починаючи з 2013 року іншим партіям дають додаткові мандати, які це компенсують.

## Попередні результати
| Партія                                                                    | Партія                                                      | Виборчий округ | Виборчий округ | Виборчий округ | Партійний список | Партійний список | Партійний список | Місць загалом | +/–  |
| Партія                                                                    | Партія                                                      | Голосів        | %              | Місць          | Голосів          | %                | Місць            | Місць загалом | +/–  |
| ------------------------------------------------------------------------- | ----------------------------------------------------------- | -------------- | -------------- | -------------- | ---------------- | ---------------- | ---------------- | ------------- | ---- |
|                                                                           | Соціал-демократична партія (СДПН)                           | 12 228 363     | 26.4           | 121            | 11 949 756       | 25.7             | 85               | 206           | +53  |
|                                                                           | Християнсько-демократичний союз (ХДС)                       | 10 445 571     | 22.5           | 98             | 8 770 980        | 18.9             | 53               | 151           | −49  |
|                                                                           | Союз 90/Зелені                                              | 6 465 502      | 14.0           | 16             | 6 848 215        | 14.8             | 102              | 118           | +51  |
|                                                                           | Вільна демократична партія (ВДП)                            | 4 040 783      | 8.7            | 0              | 5 316 698        | 11.5             | 92               | 92            | +12  |
|                                                                           | Альтернатива для Німеччини (АдН)                            | 4 694 017      | 10.1           | 16             | 4 802 097        | 10.3             | 67               | 83            | −11  |
|                                                                           | Християнсько-соціальний союз (ХСС)                          | 2 787 904      | 6.0            | 45             | 2 402 826        | 5.2              | 0                | 45            | −1   |
|                                                                           | Ліві                                                        | 2 306 755      | 5.0            | 3              | 2 269 993        | 4.9              | 36               | 39            | −30  |
|                                                                           | Вільні виборці                                              | 1 334 093      | 2.9            | 0              | 1 127 171        | 2.4              | 0                | 0             | 0    |
|                                                                           | Партія захисту людей, довкілля та тварин (Tierschutzpartei) | 163 047        | 0.4            | 0              | 674 789          | 1.5              | 0                | 0             | 0    |
|                                                                           | Низова демократична партія Німеччини (dieBasis)             | 734 621        | 1.6            | 0              | 628 432          | 1.4              | 0                | 0             | Нова |
|                                                                           | Партія (Die PARTEI)                                         | 542 804        | 1.2            | 0              | 461 487          | 1.0              | 0                | 0             | 0    |
|                                                                           | Команда Тоденгефера                                         | 5 699          | 0.0            | 0              | 214 281          | 0.5              | 0                | 0             | Нова |
|                                                                           | Партія піратів Німеччини                                    | 60 843         | 0.1            | 0              | 169 889          | 0.4              | 0                | 0             | 0    |
|                                                                           | Вольт Німеччина                                             | 78 211         | 0.2            | 0              | 165 153          | 0.4              | 0                | 0             | Нова |
|                                                                           | Екологічна демократична партія                              | 152 886        | 0.3            | 0              | 112 351          | 0.2              | 0                | 0             | 0    |
|                                                                           | Національно-демократична партія (НДП)                       | 1 089          | 0.0            | 0              | 64 608           | 0.1              | 0                | 0             | 0    |
|                                                                           | Союз південношлезвізьких виборців (СПВ)                     | 34 979         | 0.1            | 0              | 55 330           | 0.1              | 1                | 1             | +1   |
|                                                                           | Партія досліджень здоров'я                                  | 2 845          | 0.0            | 0              | 49 331           | 0.1              | 0                | 0             | 0    |
|                                                                           | Гуманісти                                                   | 12 727         | 0.0            | 0              | 47 838           | 0.1              | 0                | 0             | 0    |
|                                                                           | Альянс С — Християни для Німеччини                          | 6 218          | 0.0            | 0              | 40 126           | 0.1              | 0                | 0             | 0    |
|                                                                           | Партія Баварії (BP)                                         | 36 798         | 0.1            | 0              | 32 901           | 0.1              | 0                | 0             | 0    |
|                                                                           | V-Partei³                                                   | 10 679         | 0.0            | 0              | 31 966           | 0.1              | 0                | 0             | 0    |
|                                                                           | Незалежні для демократії, орієнтованої на громадян          | 13 415         | 0.0            | 0              | 22 770           | 0.0              | 0                | 0             | 0    |
|                                                                           | Сірі                                                        | 2 354          | 0.0            | 0              | 19 364           | 0.0              | 0                | 0             | 0    |
|                                                                           | Марксистсько-ленінська партія                               | 22 745         | 0.0            | 0              | 17 994           | 0.0              | 0                | 0             | 0    |
|                                                                           | Містяни. Партія хіп-хопу                                    | 1 887          | 0.0            | 0              | 17 861           | 0.0              | 0                | 0             | 0    |
|                                                                           | Німецька комуністична партія                                | 5 439          | 0.0            | 0              | 15 157           | 0.0              | 0                | 0             | 0    |
|                                                                           | Альянс захисту тварин                                       | 7 369          | 0.0            | 0              | 13 686           | 0.0              | 0                | 0             | 0    |
|                                                                           | Європейська партія любові                                   | 874            | 0.0            | 0              | 12 946           | 0.0              | 0                | 0             | Нова |
|                                                                           | Ліберально-консервативні реформатори                        | 10 826         | 0.0            | 0              | 11 184           | 0.0              | 0                | 0             | Нова |
|                                                                           | Лобісти за дітей                                            | –              | –              | –              | 9 195            | 0.0              | 0                | 0             | Нова |
|                                                                           | III. Шлях                                                   | 513            | 0.0            | 0              | 7 830            | 0.0              | 0                | 0             | Нова |
|                                                                           | Садова партія                                               | 2 095          | 0.0            | 0              | 7 611            | 0.0              | 0                | 0             | 0    |
|                                                                           | Громадянський рух                                           | 1 556          | 0.0            | 0              | 7 485            | 0.0              | 0                | 0             | Нова |
|                                                                           | Демократія у русі                                           | 2 618          | 0.0            | 0              | 7 291            | 0.0              | 0                | 0             | 0    |
|                                                                           | Людський світ                                               | 657            | 0.0            | 0              | 3 794            | 0.0              | 0                | 0             | 0    |
|                                                                           | Рожеві/Альянс 21                                            | 351            | 0.0            | 0              | 3 537            | 0.0              | 0                | 0             | Нова |
|                                                                           | Партія прогресу                                             | –              | –              | –              | 3 234            | 0.0              | 0                | 0             | Нова |
|                                                                           | Партія соціальної рівності                                  | –              | –              | –              | 1 535            | 0.0              | 0                | 0             | 0    |
|                                                                           | Рух за громадянські права «Солідарність»                    | 824            | 0.0            | 0              | 737              | 0.0              | 0                | 0             | 0    |
|                                                                           | Кліматичний список Баден-Вюртемберг                         | 3 957          | 0.0            | 0              | –                | –                | –                | 0             | Нова |
|                                                                           | Родинна партія Німеччини                                    | 1 815          | 0.0            | 0              | –                | –                | –                | 0             | 0    |
|                                                                           | Демократія шляхом референдуму                               | 1 085          | 0.0            | 0              | –                | –                | –                | 0             | 0    |
|                                                                           | Сірі пантери                                                | 960            | 0.0            | 0              | –                | –                | –                | 0             | Нова |
|                                                                           | Партія батьківщини Тюрингії                                 | 549            | 0.0            | 0              | –                | –                | –                | 0             | Нова |
|                                                                           | Інші                                                        | 258            | 0.0            | 0              | –                | –                | –                | 0             | Нова |
|                                                                           | Bergpartei, die "ÜberPartei"                                | 222            | 0.0            | 0              | –                | –                | –                | 0             | 0    |
|                                                                           | Незалежні та групи виборців                                 | 110 799        | 0.2            | 0              | –                | –                | –                | 0             | –    |
| Дійсних голосів                                                           | Дійсних голосів                                             | 46 339 602     | 98.9           | –              | 46 419 448       | 99.1             | –                | –             | –    |
| Недійсні голоси/порожні бланки                                            | Недійсні голоси/порожні бланки                              | 499 163        | 1.1            | –              | 419 317          | 0.9              | –                | –             | –    |
| Голосів загалом                                                           | Голосів загалом                                             | 46 838 765     | 100            | 299            | 46 838 765       | 100              | 436              | 735           | +26  |
| Зареєстрованих виборців/Явка                                              | Зареєстрованих виборців/Явка                                | 61 168 234     | 76.6           | –              | 61 168 234       | 76.6             | –                | –             | –    |
| Джерело: Bundeswahlleiter [Архівовано 28 вересня 2021 у Wayback Machine.] |                                                             |                |                |                |                  |                  |                  |               |      |

| Результати голосування | Результати голосування | Результати голосування | Результати голосування | Результати голосування |
| ---------------------- | ---------------------- | ---------------------- | ---------------------- | ---------------------- |
|                        |                        |                        |                        |                        |
| СДПН                   | СДПН                   |                        | 25.74%                 | 25.74%                 |
| ХДС/ХСС                | ХДС/ХСС                |                        | 24.07%                 | 24.07%                 |
| Зелені                 | Зелені                 |                        | 14.75%                 | 14.75%                 |
| ВДП                    | ВДП                    |                        | 11.45%                 | 11.45%                 |
| АдН                    | АдН                    |                        | 10.35%                 | 10.35%                 |
| Ліві                   | Ліві                   |                        | 4.89%                  | 4.89%                  |
| Вільні виборці         | Вільні виборці         |                        | 2.43%                  | 2.43%                  |
| Tierschutzpartei       | Tierschutzpartei       |                        | 1.45%                  | 1.45%                  |
| dieBasis               | dieBasis               |                        | 1.35%                  | 1.35%                  |
| Die PARTEI             | Die PARTEI             |                        | 0.99%                  | 0.99%                  |
| Інші                   | Інші                   |                        | 2.53%                  | 2.53%                  |

| Місця у Бундестазі | Місця у Бундестазі | Місця у Бундестазі | Місця у Бундестазі | Місця у Бундестазі |
| ------------------ | ------------------ | ------------------ | ------------------ | ------------------ |
|                    |                    |                    |                    |                    |
| СДПН               | СДПН               |                    | 28.03%             | 28.03%             |
| ХДС/ХСС            | ХДС/ХСС            |                    | 26.67%             | 26.67%             |
| Зелені             | Зелені             |                    | 16.05%             | 16.05%             |
| ВДП                | ВДП                |                    | 12.52%             | 12.52%             |
| АдН                | АдН                |                    | 11.29%             | 11.29%             |
| Ліві               | Ліві               |                    | 5.31%              | 5.31%              |
| СПВ                | СПВ                |                    | 0.14%              | 0.14%              |

## Результати

Партії-переможці за виборчими округами.

Результати голосування за партійними списками за землями.

Список місць за землями.

Явка на виборах склала 76,6 %, що на 0,4 % більше, ніж на попередніх виборах 2017 року — тоді вона склала 76,2 %. У новому 20-му Бундестазі буде 735 депутатів, що перевищить попередній рекорд у 709 депутатів після виборів 2017 року. У виборах брала участь рекордна кількість кандидатів — 6211, серед яких 2024 жінок.
Соціал-демократична партія Німеччини посіла перше місце, отримавши 25,7 % голосів виборців — на 5,2 % більше, ніж на виборах 2017 року. Блок ХДС/ХСС (у ХДС — 18,9 %, у ХСС, який може висуватись лише у Баварії, — 5,2) отримав 24,1 % (проти 32,9 % на минулих виборах), посівши друге місце, — це стало найгіршим результатом за всю історію існування партії. «Зелені» отримали 14,8 % голосів виборців (на 5,9 % більше, ніж на виборах 2017 року), що стало їхнім найкращим результатом за всю історію існування партії. Вільні демократи посіли четверте місце з 11,5 % голосів виборців, що на 0,8 % більше, аніж на виборах 2017 року. «Альтернатива для Німеччини» посіла п'яте місце з 10,3 % (проти 12,6 на попередніх виборах) та стала останньою партією, якій вдалось подолати 5-відсотковий бар'єр. «Лівим» не вдалось подолати 5-відсотковий бар'єр, позаяк ті набрали лише 4,9 %, не пройшовши до Бундестагу вперше з 2002 року. Однак вони усе ж зможуть сформувати свою фракцію в Бундестазі, оскільки три кандидати від «Лівих» отримали прямі мандати. Також уперше за 70 років до Бундестагу пройшла партія данської меншини «Союз виборців Південного Шлезвіга», яка буде представлена одним депутатом.

## Формування уряду
Уранці 27 вересня лідер Соціал-демократичної партії Німеччини Олаф Шольц оголосив, що його партія отримала мандат на формування уряду, та заявив, що панівний блок ХДС/ХСС має перейти в опозицію. Також він повідомив, що прагне створити так звану коаліцію «Світлофор» із «Зеленими» та вільними демократами. У випадку успішних переговорів панівний блок забезпечить собі більшість у 412 голосів. Шольц висловив сподівання, що новий федеральний уряд вдасться сформувати до Різдва.
Лідер ХДС Армін Лашет, попри невдачу на виборах, повідомив про готовність почати перемовини щодо формування уряду, сподіваючись сформувати «Ямайську коаліцію» із «Зеленими» та вільними демократами. Лідер ХСС Маркус Зедер заявив про «тяжку поразку» блоку та повідомив, що кращі шанси сформувати уряд — у лідера СДПН Олафа Шольца. 28 вересня 2021 року відбулось перше зондування між «Зеленими» та вільними демократами. Від цих партій залежить, хто стане новим канцлером. Основними варіантами формування уряду вважаються «Ямайська коаліція» та «Світлофор».
У жовтні 2021 року лідери Соціал-демократичної, Вільної демократичної та партії «Союз 90/Зелені» оголосили про готовність перейти від «зондувальних» до офіційних переговорів про формування коаліції. 21 жовтня 2021 року розпочались офіційні переговори про формування коаліції між Соціал-демократичною, Вільною демократичною партіями та «Зеленими». Учасники переговорів планували підготувати коаліційну угоду до кінця листопада, а обрати нового канцлера та склад уряду — на пленарному парламентському тижні, який розпочнеться 6 грудня. 24 листопада 2021 року СДП, вільні демократи та «Зелені» оголосили про формування урядової коаліції та представили коаліційну угоду. До формування уряду коаліційну угоду мають схвалити партії коаліції. 4 грудня 2021 року коаліційну угоду схвалили соціал-демократи 98,8 % голосів делегатів, а 5 грудня — вільні демократи 92,2 % голосів делегатів. 6 грудня «Зелені» підтримали коаліцію. За це рішення проголосувало 86 % членів. 7 грудня 2021 року Соціал-демократична партія Німеччини, Вільна демократична партія та «Зелені» підписали коаліційну угоду.
8 грудня 2021 року 395 депутатів Бундестагу за необхідних 369 проголосували за призначення Олафа Шольца федеральним канцлером. Цього ж дня Шольц склав присягу як федеральний канцлер. У палаці Бельв'ю Федеральний президент Німеччини Франк-Вальтер Штайнмаєр вручив йому свідоцтво про призначення. Після цього в парламенті склали присягу нові члени уряду. Шольц став дев'ятим канцлером Німеччини і четвертим канцлером від Соціал-демократичної партії після Віллі Брандта, Гельмута Шмідта та Ґергарда Шредера.

## Нотатки
1. ↑  СДП номінувала Шольца кандидатом у канцлери 10 серпня 2020, однак лідером партії він не є
2. ↑  Вейдель обрали кандидатом 24 травня 2021, але співлідером партії вона не є.
3. ↑  Барча анонсували кандидатом у канцлери 2 травня 2021, але співлідером він не є.
4. ↑  Аби потрапити до Бундестагу, партіям необхідно набрати щонайменше 5% голосів на загальнонаціональному голосуванні або здобути 3 прямі мандати, однак СПВ як партія національної меншини (у цьому випадку данської та фризької) позбавлений необхідности подолання 5-процентного бар'єра, йому лишень було досить набрати стільки голосів, щоб забезпечити собі одне місце, відповідно до німецького виборчого права.